# Koenigsegg CCXR
Koenigsegg CCXR je supersportovní automobil od švédského výrobce Koenigsegg. Motorově vychází ze svého předchůdce modelu CCR a spaluje bioethanol. Podle tvůrců vůz dosahuje rychlosti 417 km/h.

V březnu 2009 byl CCXR vybrán časopisem Forbes do první desítky nejkrásnějších automobilů historie.
Byly vyrobeny pouze 4 kusy tohoto automobilu 

## Specifikace

### Jízdní vlastnosti
CCXR zrychlí z 0-100 km/h za 3,1 s a z 0-200 km/h za 8,9 s. Disciplínu 0-200-0 km/h zvládne za 13,7 s. Brzdná dráha při 100 km/h je 32 m. Údajná maximální rychlost překračuje 400 km/h, ale nebyla oficiálně ověřena.

### Motor
Motor má sílu 1064 hp (793 kW) při 7200 ot/min a 1060 Nm. Spotřeba se pohybuje kolem 18 l/100 km.